# Grégory Iborra
Pour les articles homonymes, voir Iborra.
Grégory Iborra, né le 17 septembre 1983 à Marseille, est un footballeur français international de beach soccer.

## Biographie

### Football
Grégory Iborra commence sa carrière en seniors à l'Endoume-Marseille, il arrive à l’âge de 18 ans et y reste cinq ans. Iborra rejoint ensuite l'Aubagne FC pour quatre saisons puis l'Avenir sporting gardannais pour deux. En 2012-2013, il joue en DH au Premier Canton. À la fin de la saison, il est contacté par Endoume-Marseille, son premier club, et est recruté pour jouer arrière central aux côtés de Sébastien Sansoni, lui qui peut aussi évoluer sur la gauche de la défense.

### Beach soccer
En 2012, Grégory Iborra fait partie du Bonneveine Beach Soccer qui remporte le championnat de France. En août, il est convoqué en équipe de France pour participer à la finale de promotion du Championnat d'Europe. Lors du premier match contre la République tchèque, Iborra ouvre le score.
En 2013, alors que l'effectif du BBS migre au nouveau Marseille Beach Team, Iborra rejoint le Marseille XII beach-soccer.

## Palmarès
- Championnat de France de beach soccer (1)
  - Champion en 2012 avec le Bonneveine Beach Soccer